# Kineski pidžin engleski
Kineski pidžin engleski (ISO 639-3: cpi), pidžinski jezik koji se govorio isprva u Kantonu, a kasnije u drugim kineskim trgovačkim gradovima. Služio je za sporazumijevanje između Kineza i britanskih trgovaca, negdje od vremena uspostave britanske trgovačke postaje u Kantonu 1664. Ponekad se rabio i za sporazumijevanje Kineza čiji dijalekti nisu bili razumljivi.
Kako je bio usko povezan uz poslove sve je više Kineza počelo učiti standardni engleski, a pidžin (možda od kantonskog izgovora engl. riječi business) je nestao do sredine 20 stoljeća. Kinezi su ga vjerojatno doveli sa sobom na pacifičke otoke, gdje se još govori na području države Nauru, ali broj govornika nije poznat. Danas je jedan od tri jezika pacifičke otočne države Nauru, i jedan od 17 priznatih pidžinskih jezika. Temeljen je na engleskom.

## Vanjske poveznice
- Ethnologue (14th)
- Ethnologue (15th)